# Kariamangalam
Kariamangalam là một thị xã panchayat của quận Dharmapuri thuộc bang Tamil Nadu, Ấn Độ.

## Nhân khẩu
Theo điều tra dân số năm 2001 của Ấn Độ, Kariamangalam có dân số 12.033 người. Phái nam chiếm 50% tổng số dân và phái nữ chiếm 50%. Kariamangalam có tỷ lệ 58% biết đọc biết viết, thấp hơn tỷ lệ trung bình toàn quốc là 59,5%: tỷ lệ cho phái nam là 67%, và tỷ lệ cho phái nữ là 49%. Tại Kariamangalam, 12% dân số nhỏ hơn 6 tuổi.